# فوقس قنواتي
فوقس قنواتي (الاسم العلمي: Pelvetia canaliculata) هو نوع من الطلائعيات يتبع جنس الفوقس بلفيتي من فصيلة الفوقسية.